# Bilram
Bilram là một thị xã và là một nagar panchayat của quận Etah thuộc bang Uttar Pradesh, Ấn Độ.

## Nhân khẩu
Theo điều tra dân số năm 2001 của Ấn Độ, Bilram có dân số 12.119 người. Phái nam chiếm 54% tổng số dân và phái nữ chiếm 46%. Bilram có tỷ lệ 29% biết đọc biết viết, thấp hơn tỷ lệ trung bình toàn quốc là 59,5%: tỷ lệ cho phái nam là 37%, và tỷ lệ cho phái nữ là 20%. Tại Bilram, 18% dân số nhỏ hơn 6 tuổi.